# Liofilização

Em um diagrama de fase típico, o limite entre o gás e o líquido funcionam do ponto triplo ao ponto crítico. A Liofilização (seta azul) traz o sistema em torno do ponto triplo, evitando a transição do líquido-gás vista na secagem ordinária (seta verde).

Liofilização, criodessecação, criodesidratação ou criosecagem são alguns dos nomes atribuídos ao processo de secagem quase completa do solvente de uma amostra que possua uma grande quantidade desse solvente em sua composição através de um processo de sublimação, ou seja, a passagem desse solvente do estado sólido diretamente para o estado gasoso. Esse processo está totalmente ligado a utilização dos diagramas de fases dos solventes que serão retirados, como no caso da água são necessárias condições de baixas pressões durante o processo para que a sublimação seja possível, para isso o processo de liofilização é realizado em condições de pressão e temperatura controlados, com a pressão constante e a elevação da temperatura. Ao ter seu solvente retirado, o produto mantém suas propriedades físico-químicas e adquire, se bem armazenado, uma grande durabilidade.

## Processo

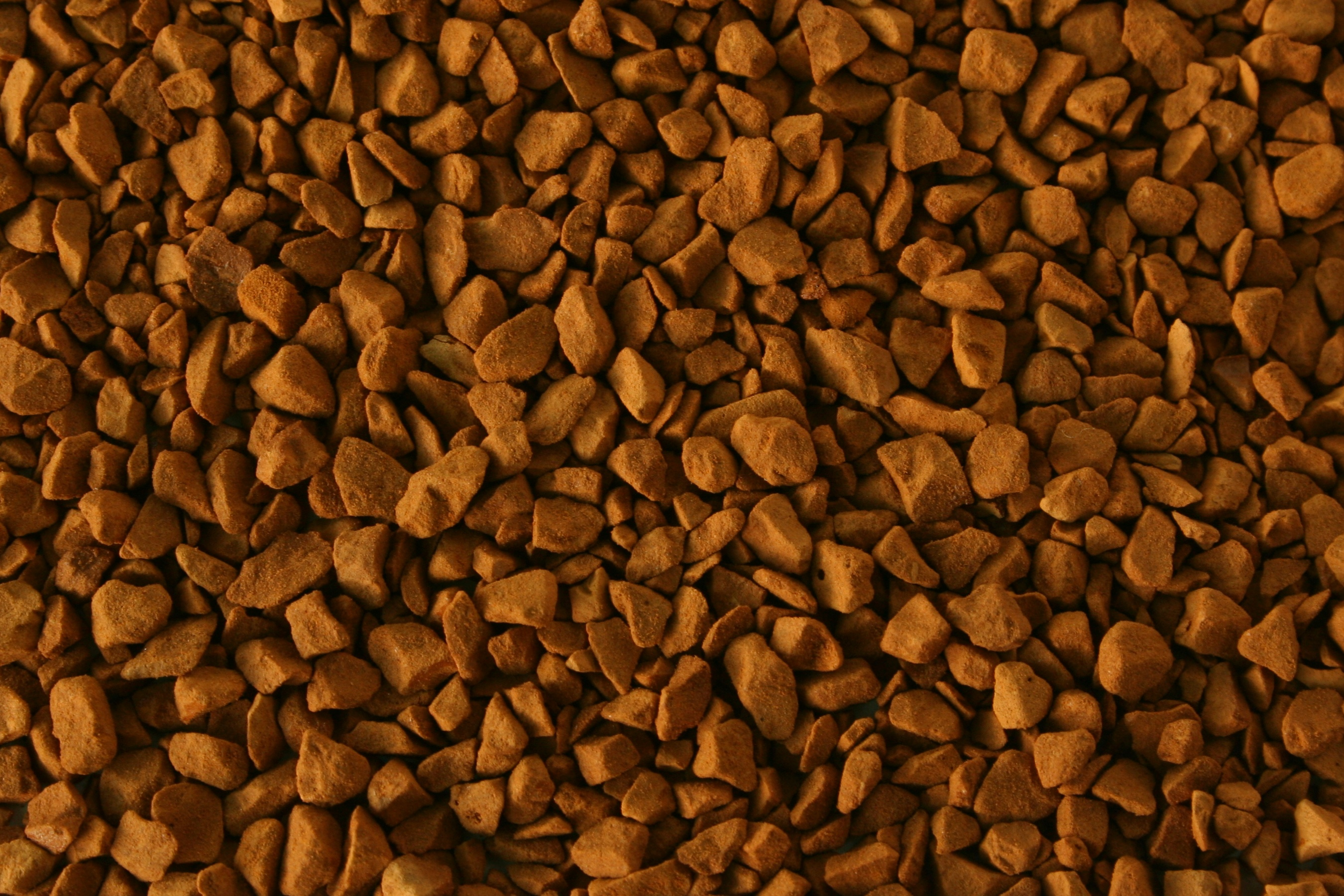
Café Solúvel

A liofilização opera congelando o alimento e, em seguida, é transferido para a câmara de vácuo, onde a temperatura aumenta gradualmente e a pressão é reduzida. Esse processo permite que a água congelada no material passe diretamente da fase sólida para a fase gasosa, sem transitar pela fase líquida, ao igualar a pressão de vapor do sólido com a pressão ambiente. Essa transformação é viabilizada pelo calor extremamente baixo e pela pressão a que o alimento é submetido. A redução da pressão afeta o ponto de vaporização da água presente no alimento. Assim, quanto menor a pressão aplicada, menor será o ponto de vaporização da água, facilitando o processo de sublimação. Esse fenômeno é similar àquele que faz com que os cubos de gelo não utilizados encolham em um freezer frost-free. A liofilização preserva as propriedades nutritivas do alimento ao manter as paredes celulares intactas, que seriam destruídas durante a evaporação. O resultado é um índice de água extremamente reduzido, que inibe a ação de microorganismos e enzimas responsáveis por deteriorar ou degradar o alimento.
A aplicação do vácuo elevado na liofilização faz com que o gelo sublime muito mais rapidamente, tornando um processo de secagem deliberado. Uma câmara fria do condensador e/ou as placas do condensador fornecem uma superfície para o vapor se solidificar. Estas superfícies devem estar mais frias do que a temperatura da superfície do material que está sendo secado, ou o vapor não migrará ao coletor. As temperaturas para esta coptação do gelo estão tipicamente abaixo de -50 °C.
Se uma substância desidratada por este processo for selada para impedir a reabsorção da humidade, a substância pode ser armazenada na temperatura ambiente sem refrigeração, e estará protegida da degradação por muitos anos. A liofilização tende a danificar menos o tecido que está sendo desidratado do que outros métodos da desidratação, que envolvem temperaturas mais altas. A liofilização não causa, geralmente, o encolhimento ou endurecimento do material que está sendo desidratado, e os sabores/cheiros permanecem, também, virtualmente inalterados.
As soluções líquidas desidratadas por este processo podem ser reidratadas (reconstituídas) muito mais rapidamente e facilmente porque deixam poros microscópicos no pó resultante. Os poros são criados pelos cristais de gelo que sublimaram, deixando aberturas ou poros em seu lugar. Isto é especialmente importante quando o uso é farmacêutico. A liofilização aumenta também a vida útil das drogas por muitos anos.
O processo é usado para produzir o sorvete de gelo seco, a comida para o exército em operações de sobrevivência militar e a comida dos astronautas. É também popular e conveniente para mochileiros (atividade comum nas regiões montanhosas é chamado às vezes trekking) porque o peso reduzido permite que carreguem mais alimento e reconstituí-lo com água disponível. A liofilização é usada na manufatura do leite em pó instantaneo, café solúvel e por indústrias farmacêuticas.
Em altitudes elevadas, as  baixas temperaturas e pressões podem, às vezes, produzir múmias naturais por um processo de liofilização. Povos andinos utilizam este processo a milênios de forma a produzir o chuño, que é resultado da desidratação (em geral por liofilização) da batata ou outro tubérculos dos Andes.

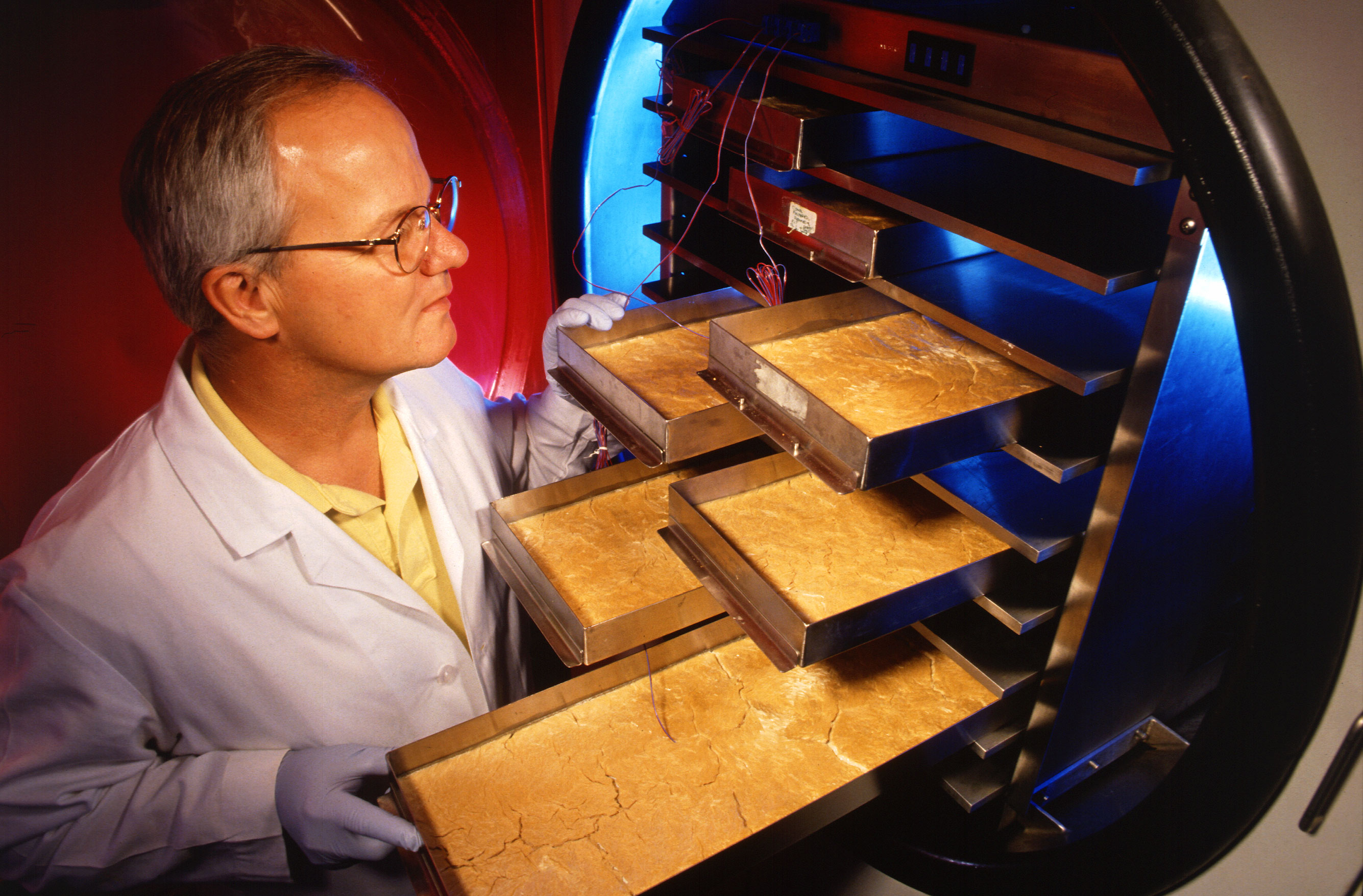
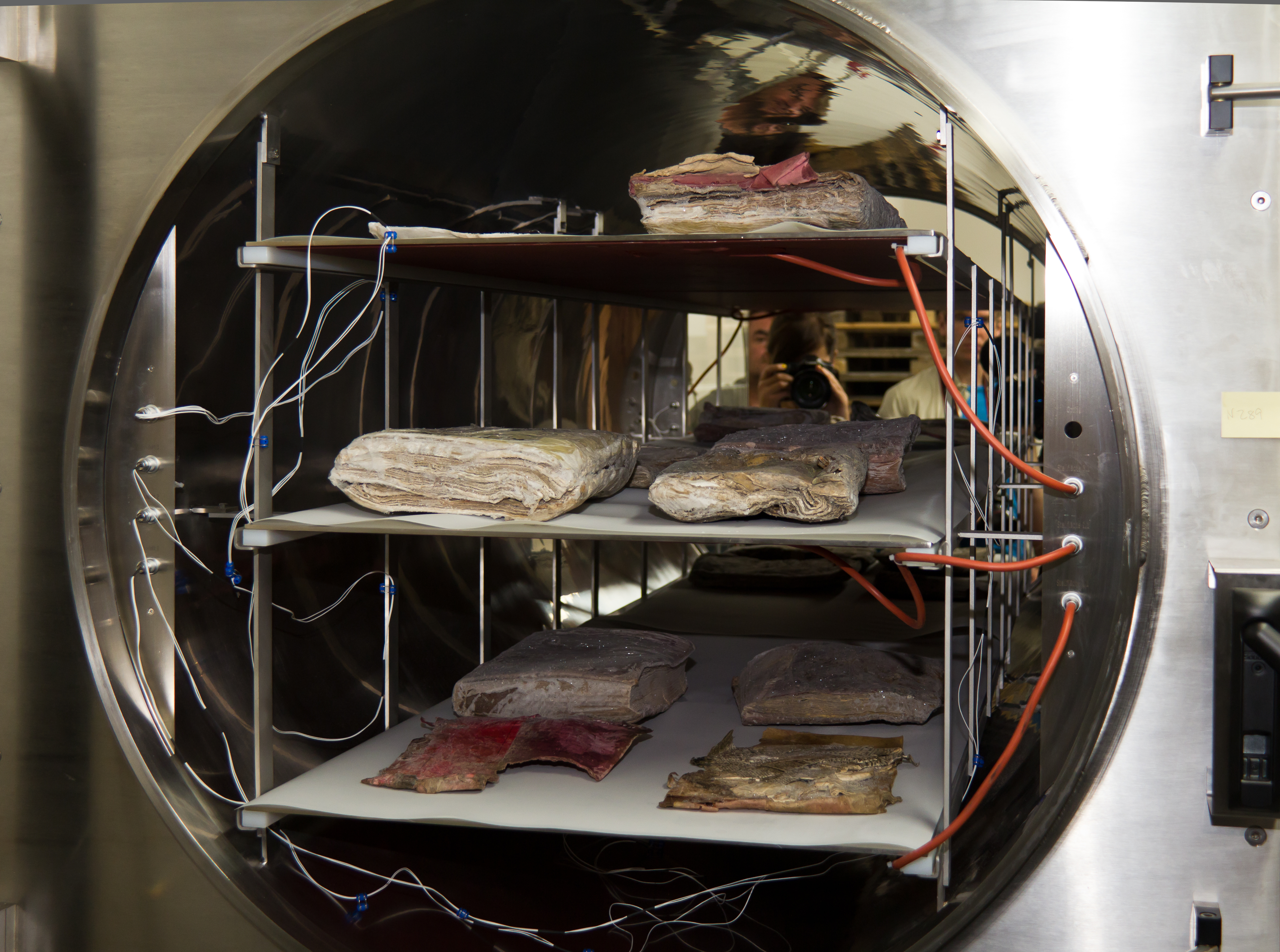
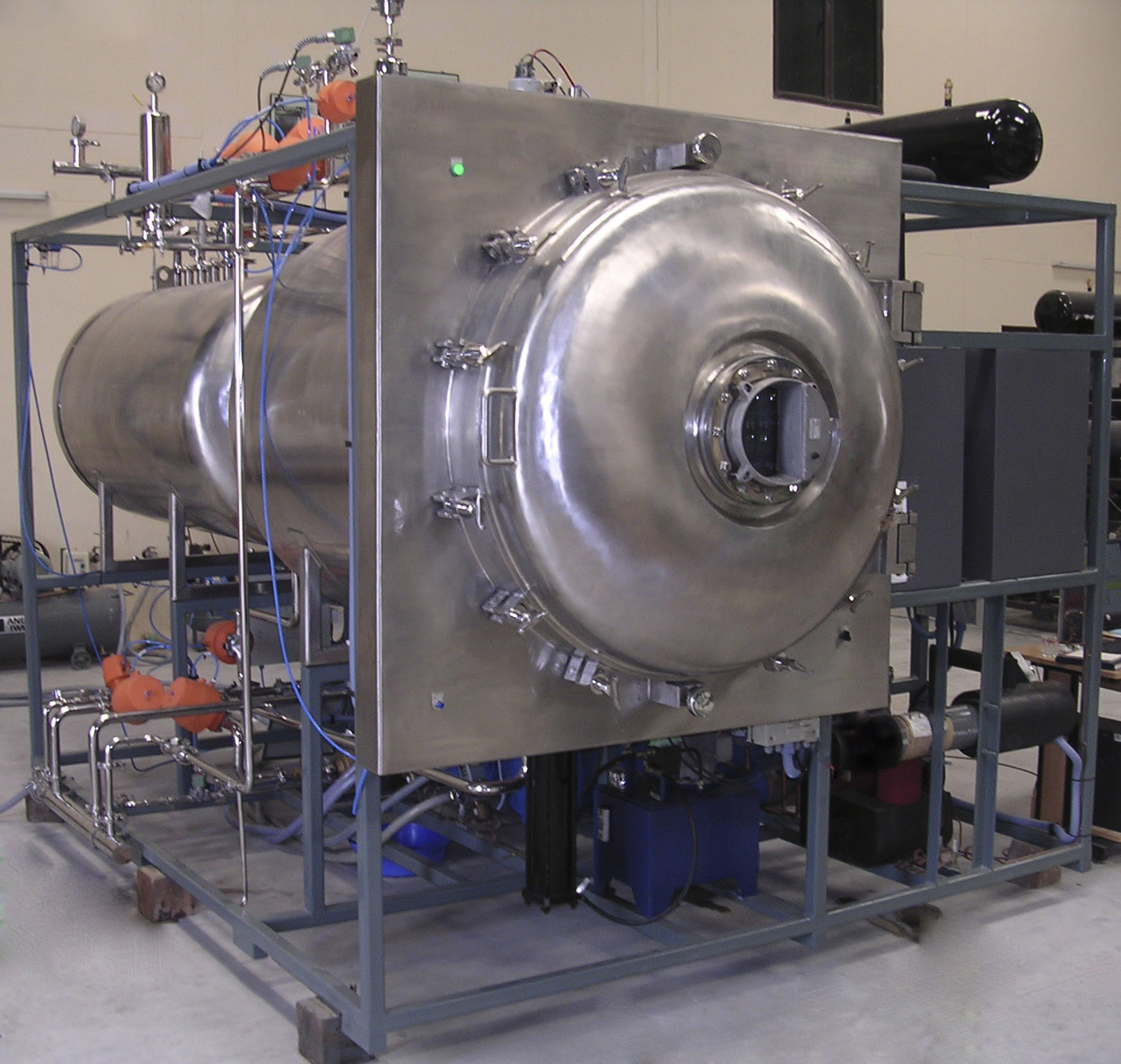
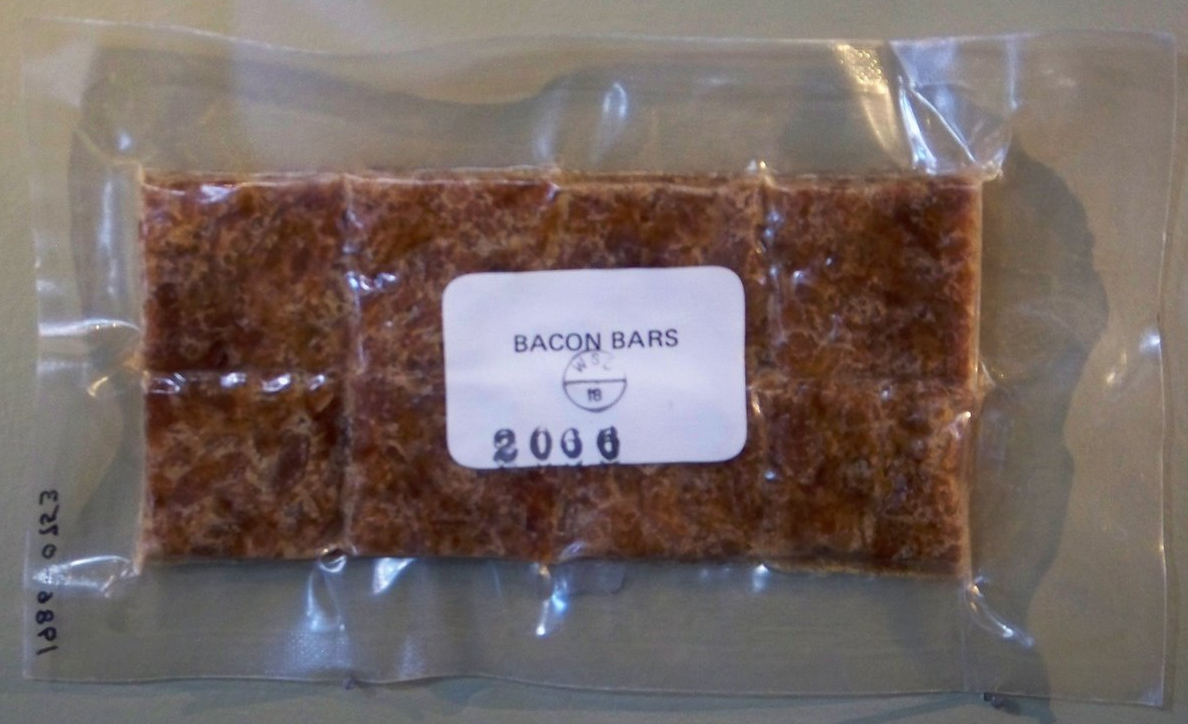